# Leap of Faith (Beverly Hills, 90210)
Leap of Faith is de drieëntwintigste aflevering van het zesde seizoen van het tienerdrama Beverly Hills, 90210, die voor het eerst werd uitgezonden op 28 februari 1996.

## Verhaal
Kelly zit nog steeds in de ontwenningskliniek en het gaat steeds beter met haar. Ze praat veel met de psycholoog over haar relatie met Colin, er is iets met hem wat haar aantrekt. De vriendschap met Tara wordt ook steeds sterker, ze trekken veel met elkaar op.
De moeder van Steve heeft 20 jaar geleden obligaties gekocht voor Steve en deze zijn nu $ 20.000 waard. Van dit geld wil Steve een Harley-Davidson kopen om daar lekker met Clare mee te toeren. Alleen er is een probleem, Clare haat motorfietsen.
Brandon gaat met Susan een weekend naar haar ouders. De sfeer in dat huis is niet echt gezellig na de dood van de zus van Susan. Haar moeder is nu extra beschermend over Susan en de moeder mag dan ook niet weten dat Brandon en Susan met elkaar slapen. 's Nachts als ze gaan slapen, wordt Brandon verwezen naar de logeerkamer. Susan zegt hem dat hij 's nachts naar haar kamer moet sluipen, dit doet hij maar ze vallen in slaap en de moeder vindt hen 's morgens samen in bed. Dit kan ze absoluut niet accepteren. Susan probeert haar te kalmeren maar ze wil er niet over praten. Uiteindelijk gaan ze toch praten en wordt de sfeer een stuk beter.
De broer van Joe komt naar de stad omdat hij met Joe wil praten over de hartoperatie. Hij vertelt dat de familie dit niet kunnen steunen omdat zij de risico´s te groot vinden. Dit is een klap voor Joe en Donna, Donna denkt dat de broer er niet achter staat omdat hij jaloers is en niet wil dat Joe een footballcarrière krijgt. Dit omdat de broer vroeger ook football speelde maar moest stoppen om een kapotte knie. Donna praat nu met de broer en zij zegt wat zij ervan denkt, hier is de broer stil van en gaat er nu toch anders over denken. Hij geeft nu de goedkeuring aan Joe.
De relatie tussen Colin en Valerie gaat steeds verder, ze slapen nu samen. Als Colin op een ochtend weg wil gaan dan komt hij zijn oude drugsdealer tegen die hem een lift vraagt om wat cocaïne te halen. Colin twijfelt eerst maar brengt hem toch weg, als ze bij het huis aankomen dan doet de politie daar een inval. Colin twijfelt geen moment en rijdt weg met de politie in de achtervolging. Na een lange achtervolging wordt Colin klem gereden en gearresteerd. Deze achtervolging werd live uitgezonden op TV en de vriendengroep inclusief Kelly keken allemaal mee.

## Rolverdeling
- Jason Priestley - Brandon Walsh
- Jennie Garth - Kelly Taylor
- Ian Ziering - Steve Sanders
- Brian Austin Green - David Silver
- Tori Spelling - Donna Martin
- Tiffani Thiessen - Valerie Malone
- Joe E. Tata - Nat Bussichio
- Kathleen Robertson - Clare Arnold
- Jason Wiles - Colin Robbins
- Emma Caulfield - Susan Keats
- Cameron Bancroft - Joe Bradley
- Paige Moss - Tara Marks